# Jochem Swartenhondt

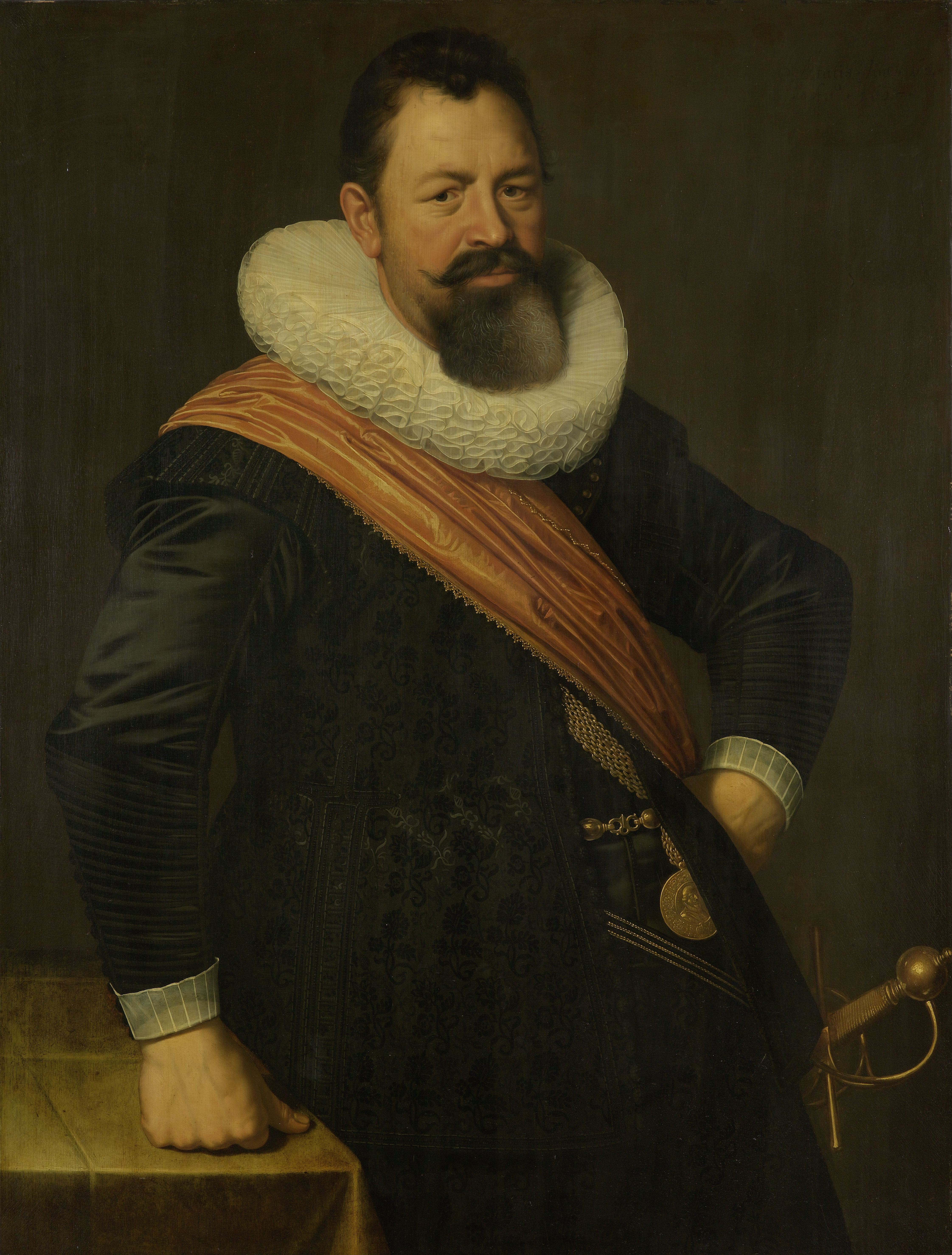
Jochem Swartenhont, von Nicolaes Pickenoy, Reichsmuseum

Jochem Hendrickszoon Swartenhondt, auch Joachim, auch Zwartehond, (* 1566 in Amsterdam; † 5. Juni 1627 ebenda) war ein niederländischer Admiral.
Über seine Herkunft ist wenig bekannt. Er war mit elf Jahren Waise. Der Name Swartenhondt stammt von einem Haus am Amsterdamer Seedeich, wo er geboren wurde, ursprünglich hieß er Hendrickszoon.
Swartenhont begann 1577 als Schiffsjunge in der Handelsmarine. Er kreuzte vor Dünkirchen (das von der niederländischen Kriegsmarine als Freibeuterhafen blockiert wurde), wurde auf einem Kauffahrer von einem englischen Seeräuber gefangen genommen und in England an Land gesetzt. 1587 wurde er als Matrose auf einem Handelsschiff auf dem Weg nach Sanlucar von den Spaniern gefangen genommen und war einige Zeit Gefangener auf spanischen Galeeren, wurde dann aber im Kastell von Sanlucar eingesetzt und nachdem er dort wegen eines Angriffs von Francis Drake abgezogen wurde im Schiffbau und Schiffsausrüstung eingesetzt (damals wurde die Armada aufgestellt, die 1588 England angreifen sollte). Er konnte fliehen und kehrte mit einem Schiff aus Medemblik in die Heimat zurück und meldete sich 1587 bei der Admiralität von Amsterdam, die ihn einstellte, nachdem er angab, Informationen über die Spanische Armada und Aufrüstung zur See zu haben. Einige Zeit fuhr er unter Admiral Maarten Zegerz. um die Spanier unter dem Herzog von Parma in den flandrischen Häfen zu blockieren. 1588 trat in die Armee von Moritz von Oranien ein und wurde dort 1592 Unteroffizier und zeichnete sich durch Tapferkeit aus.
1595 ging er zur Kriegsmarine als Steuermann. 1596 wurde er Leutnant bei der Admiralität in Amsterdam, nachdem er im Golf von Biskaya im Alleingang ein kleines spanisches Kaperschiff einnahm. Dass er dabei allein vorging, war unbeabsichtigt, da sein niederländisches Schiff nach dem Entern abtrieb, aber Swartenhondt, der von eindrucksvoller Statur war, zwang den spanischen Kapitän zur Übergabe. 1597 wurde er Kapitän und war an der Blockade von Dünkirchen und Operationen vor Calais beteiligt. Zwischendurch wurde er wieder in der Armee eingesetzt (Belagerung von ’s-Hertogenbosch). 1599 zeichnete er sich unter Vizeadmiral Pieter van der Does bei einer Expedition nach Spanien und Westafrika aus. Auf den Schiffen brach eine Seuche aus und auf dem Rückweg konnte er sich mit Mühe trotz geschwächter Mannschaft gegen einen Freibeuter aus Dünkirchen verteidigen. Er nahm 1602 unter Vizeadmiral Jacob van Wassenaer-Duivenvoorde als Kapitän an einer Expedition vor die spanische und portugiesische Küste teil (wobei sie sechs Schiffe der spanischen Zuckerflotte eroberten) und 1603 bis 1605 als Vizeadmiral unter Admiral Paulus van Caerden an einer Expedition nach Portugal, den Kanarischen Inseln, St. Helena, Brasilien und den Antillen in der Karibik, was ihm reiche Beute brachte. Die Ernennung zum Vizeadmiral, als der er 1603 geführt wurde, war nur vorübergehend für die Expedition. 1605 quittierte er den Dienst. Er hatte mit seiner zweiten Frau Elisabeth Jacobsdr. Bas (1571–1649) eine bekannte Gastwirtschaft in Amsterdam, in der sich Adel und hochgestellte Bürger trafen, den Swarten Hondt (bevor er sie 1606 kaufte, hieß sie Prins van Oranje). Nachdem Vizeadmiral Cornelis Claesz zur Admiralität der Maas gewechselt war, akzeptierte er wieder den Titel des Vizeadmirals der Admiralität von Amsterdam, der damals in der bis 1620 andauernden Friedenszeit aber nur formal bestand und (solange keine Kampfhandlungen anstanden) mit keiner Bezahlung verbunden war. Er war auch Brandmeister von Amsterdam.
Nach Ende der Friedenszeit im Achtzigjährigen Krieg wurde er 1620 als Vizeadmiral wieder aktiviert und war 1620 auf einer Expedition unter Willem de Zoete gegen die Barbaresken im Mittelmeer. 1621 wurde er außerordentlicher Leutnant-Admiral von Holland und West-Friesland. Als Kommandierender des Geleitschutzes eines großen Konvois von 32 Handelsschiffen im Mittelmeer schlug er am 16. Oktober 1622 eine spanische Flotte in der Straße von Gibraltar zurück (obwohl er nur vier, die Spanier vierundzwanzig Kriegsschiffe hatten). Zuvor hatte er sich mit einer holländischen Verstärkung vor Livorno vereinigt. Er selbst war auf seinem Flaggschiff Zeelandia mit 40 Kanonen. Bei der Rückkehr wurde er deshalb als Held gefeiert und erhielt eine Prämie von der Kaufmannschaft. 1622 wechselte er wieder ins Privatleben. Angebote in dänische oder schwedische Dienste zu treten lehnte er ab ebenso wie ein erneutes Angebot als Vizeadmiral 1625 in Dienst zu treten (er verlangte den Titel Leutnant-Admiral und eine hohe Bezahlung, was der Admiralität zu teuer war). Er liegt in der Oude Kerk in Amsterdam begraben.
Es gibt ein Porträt von ihm und auch von seiner Tochter Maria von Nicolaes Pickenoy (1588–1655) von 1627 sowie ein Porträt seiner Frau von Ferdinand Bol (1640), die er 1596 in Amsterdam heiratete. Er hatte zwei Söhne und zwei Töchter. Seine Gastwirtschaft lief so gut, dass der Verkauf seine Witwe nach seinem Tod reich machte.

## Literatur

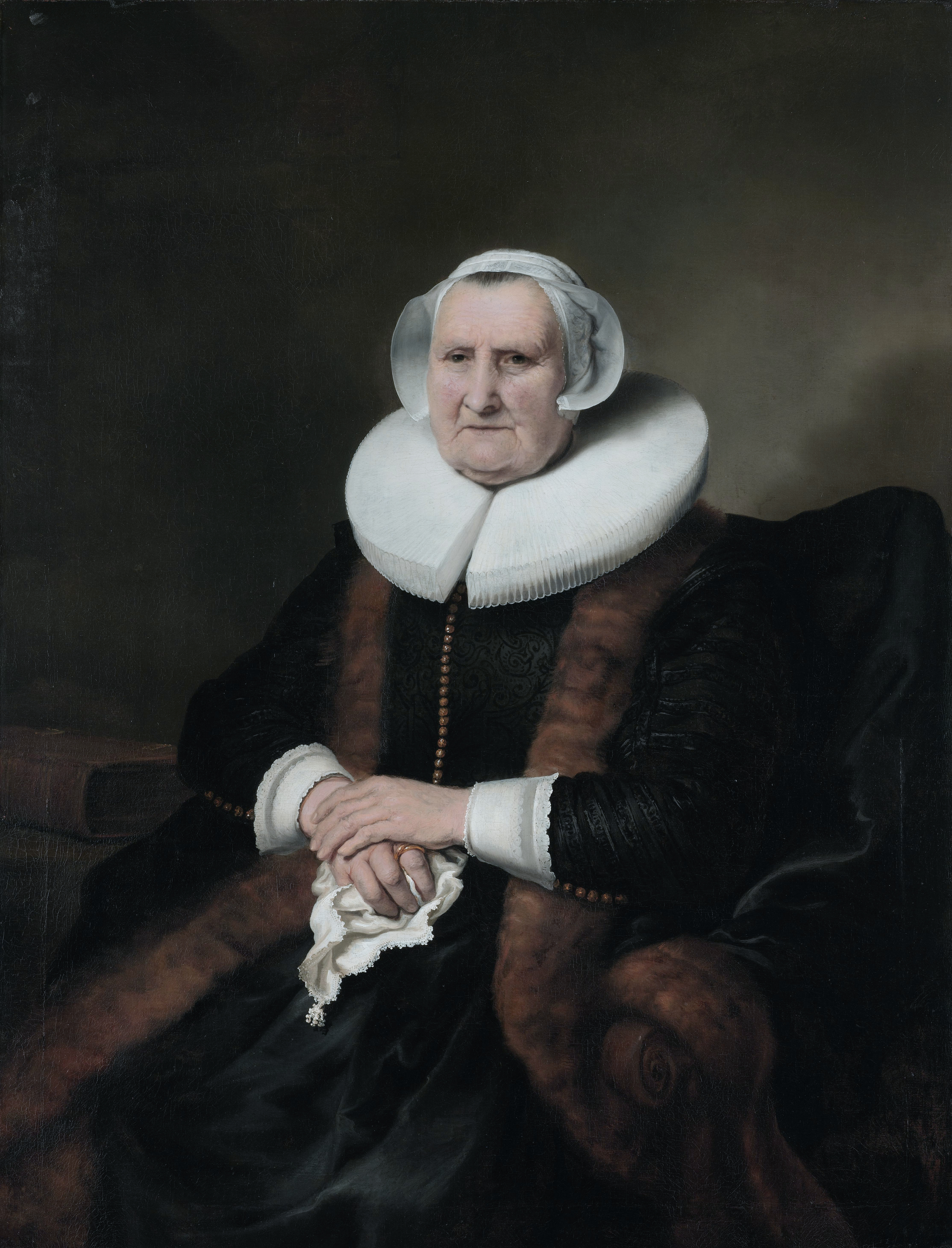
Seine zweite Frau Elisabeth Bas, von Ferdinand Bol